# Höllenangst
Höllenangst ist eine Posse mit Gesang in drei Akten von Johann Nestroy. Das Stück entstand 1849, im Jahr nach der Revolution von 1848 und wurde am 17. November 1849 am Carl-Theater in Wien uraufgeführt.

## Inhalt
Der verbrecherische Freiherr von Stromberg möchte Adele, seine Nichte, zwingen, in ein Kloster einzutreten, damit er sich ihres Erbes bemächtigen kann. Den Freiherrn von Reichthal, Adeles anderen Onkel, hat er vor zwei Jahren unter falschen Anschuldigungen ins Gefängnis gebracht. Reichthal konnte aber mit Hilfe des Gefangenenwärters Wendelin Pfrim flüchten. Dieser beichtet seiner Mutter:
„Ja, jetzt muß ich freylich allerhand sagen, also hör’ mich d’Frau Mutter an; ich bin darum ein G’fangenwarterg’hilf g’worden, weil unser Wohlthäter, der brave edle Baron Reichthal, ein Gefangener war, und vergebens auf Hilf’ g’wart’t hat; und nur deßtwegen bin ich jetzt ein scheinbar verbrecherisch Durchgegangener, weil unser Wohlthäter durch meine Hilf’ ein glücklich Durchgekommener is.“ (I. Akt, 8te Scene)
Reichthal will jetzt Richter Thurming um Hilfe bitten. Dieser hat heimlich Adele geheiratet und auf der Flucht vor dem die beiden überraschenden Onkel ersucht er Wendelin, mit ihm die Kleidung zu tauschen. Dieser glaubt aber, den Teufel vor sich zu haben und gerät in Höllenangst, da alle folgenden Ereignisse scheinbar seinen Verdacht bestätigen.
„Auch dieses Unterfutter hat so eine curiose Wärme – infernalisches Fabrikat! Ich hab’ eine Frau kennt, die war eine Furie, die hat g’rad so ein Wickler getrag’n. Alles stimmt überein, ich g’hör’ dem Teufel zu.“ (I. Akt, 11te Scene)
Nach vielen Verwicklungen stellt sich Reichthals Unschuld heraus, Stromberg wird seiner gerechten Strafe zugeführt, und das junge Paar kann sich offen zu seiner Ehe bekennen. Wendelin, der mit seinem Vater schon eine Pilgerfahrt antreten wollte, sieht endlich nicht nur seinen Irrtum ein, sondern erringt auch die Hand von Rosalie, Adeles Kammerzofe.
Rosalie: „Auf ewig!“
Wendelin: „Nein, vor der Hand nur auf Zeitlebens, das ‚ewig‘ mahnt mich an die Teufelscontract’. Bis jetzt hab’ ich mir’s nur eingebild’t, daß ich dem Satan zugehör’, ich hoffe nicht, daß du es zur Wirklichkeit machst.“ (III. Akt, 23ste Scene)

## Werksgeschichte
Das Stück entstand 1849 und wurde am 17. November dieses Jahres am Carl-Theater in Wien uraufgeführt. Als Vorlage wurde auf dem Theaterzettel genannt: „Die Handlung ist theilweise dem Französischen des d’Epagny und Dupin nachgebildet.“ Gemeint war damit das Stück Dominique ou le Possédé (Uraufführung 1831) von Jean Baptiste Rose Bonaventure Violet d’Epagny und Jean-Henri Dupin, ein dreiaktiges Lustspiel, das zur Zeit des Kardinals Richelieu (1585–1642) spielte. Dieses Werk war in der deutschen Bearbeitung von Forst 1832 in Brünn erschienen und im selben Jahr von Ignaz Campe mit dem Titel Dominique übersetzt worden. 1833 wurde das Werk in Wien im Theater in der Josefstadt in der Übersetzung von Josef Kupelwieser mit dem Titel Peregrins Wahn und Leiden oder Der Besessene aufgeführt. In einer Vorarbeit hatte auch Nestroy den Titel Der Besessene in Betracht gezogen. Eine weitere anonyme deutsche Bearbeitung erschien mit dem Titel Dominik oder Das Bündniß mit dem Teufel im Jahre 1844. Alle diese Versionen dürften Nestroy bekannt gewesen sein und wurden auch als Vorlagen verwendet, wie Textvergleiche belegen.
Nestroy behielt den ursprünglichen Text größtenteils bei, verwandelte jedoch die Hauptperson Wendelin (im Original Dominique) von einem Soldaten aus der Zeit Richelieus und König Ludwig XIII. in einen Gefangenenwärter des Nachmärz (der Zeit nach 1849). Die politischen Intrigen der Vorlage wurden zu einer Erbschleicherei reduziert. Die Szenen um den Schuster Pfrim und des Portiers mit seiner Tochter waren Nestroys eigene Erfindung, bei denen er – wie häufig in seinen Vorarbeiten – bereits an Wenzel Scholz (Pfrim) und Alois Grois (Portier) als Darsteller gedacht hatte. Durch den possenhaften Schluss mit der verhinderten Rom-Wallfahrt betonte der Autor nochmals den komischen Zug von Vater und Sohn Pfrim.
In verschlüsselter Form verpackte er in seiner Bearbeitung weltanschauliche und politische Themen im Zusammenhang mit der Revolution von 1848 und spiegelt die deprimierende Vergeblichkeit der Revolte wider: Nicht nur die Mächtigen halten an der bestehenden Ordnung fest, sondern auch die Ohnmächtigen haben sie so sehr verinnerlicht, dass jede Veränderung, ihres Glaubens nach, nicht mit rechten Dingen zugehen kann. Wendelin singt in einem Couplet:
„I lass’ mir mein’ Aberglaub’n
Durch ka Aufklärung raub’n.“ (II. Akt, 17te Scene)
Johann Nestroy spielte die Rolle des Wendelin, Wenzel Scholz den Vater Pfrim, Franz Gämmerler den Oberrichter von Thurming, Alois Grois den Portier (der auf dem Theaterzettel den Namen Paul trägt).
Diese Posse entstand in einer Zeit, wo die von Kritik und Publikum geforderte Rückkehr zum „echten Volksstück“ mit vor- und nachrevolutionären Zügen auf den Bühnen zusammentrafen. Daraus ist auch der Misserfolg des Stückes zu begreifen. Bereits nach fünf Vorstellungen wurde es vom Spielplan abgesetzt und seit 1849 nicht mehr gespielt. Erst 1948 fand eine Neuaufführung in der Scala Wien statt, in einer Bearbeitung von Karl Paryla und mit der Musik von Hanns Eisler. Einige aus Zensurgründen früher gestrichene Passagen wurde dabei eingefügt. Bei den Wiener Nestroy-Festspielen von 1961 wurde das Werk in einer nahezu legendär gewordenen Aufführung im Theater in der Josefstadt mit Hans Moser als Pfrim und Hans Putz als Wendelin aufgeführt und war der Höhepunkt dieser Festspiele und auch von Mosers Theaterkarriere. Weitere Aufführungen fanden in Stuttgart (1974), am Linzer Landestheater (1976, Regie: Gustav Manker), im Volkstheater Wien unter Gustav Manker (1977, mit Heinz Petters, Herbert Propst, Dolores Schmidinger und Rudolf Strobl), im Wiener Burgtheater unter Leopold Lindtberg, in Graz (1987) und während der Festspiele Reichenau (1994) statt. Ein Plan Helmut Qualtingers, Höllenangst 1987 zu inszenieren, wurde durch seinen Tod vereitelt. 1997 inszenierte Helmuth Lohner das Stück an der Josefstadt mit Otto Schenk als Pfrim und Karlheinz Hackl als Wendelin.
Ein eigenhändiges Manuskript Nestroys mit dem Titel Der T - 3ter Act, 38 Seiten Text mit Randkorrekturen, ist noch vorhanden; ebenso ein eigenhändiges Couplet (I, 7), Besitzvermerk „Siegfried Löwy“ und das Couplet des Wendelin (I, 14). Ein anderes vollständiges eigenhändiges Manuskript befindet sich bei der Fondation Martin Bodmer (Aut. N-9.2) in der Nähe von Genf.
Die vermutlich eigenhändige Partitur Hebenstreits ist erhalten, es fehlen darin der Text, sowie das Quodlibet (III. 15).

## Zeitgenössische Rezeption
Die zeitgenössischen Kommentare waren durchwegs negativ und auch das Publikum verhielt sich dem Stück gegenüber ablehnend.
Das Fremden-Blatt vom 17. November 1849 (Nr. 274) schrieb eine vernichtende Kritik, lobte allerdings die schauspielerischen Leistungen:
„Mit großer Erwartung kam das Publikum ins Theater, mit vollkommener Enttäuschung verließ es dasselben. […] Ausgezeichnet war Nestroy als Schauspieler; Er und Herr Scholz retteten durch ihr vortreffliches Spiel und eine unverwüstliche Komik das Stück vom gänzlichen Untergange. […] Das Haus war in allen seinen weiten Räumen gefüllt.“
Der Österreichische Courier vom 20. November 1849 (Nr. 276, S. 1104) tadelte besonders den Schluss und vermisste Nestroys üblichen Witz, lobte jedoch ebenfalls die Darsteller, bezeichnete allerdings Hebenstreits Musik als „– gelinde bezeichnet – mittelmäßig“:
„Der erste und zweite Act, obgleich nicht so reich mit Witz dotirt, wie Hrn. Nestroys sonstige Bühnenarbeiten, unterhielt durch das vortreffliche Spiel aller Darsteller, und einige sehr gelungene Liedertexte; im dritten Acte schienen unvortheilhafte Kürzungen vorgenommen worden zu sein, wodurch ein überstürzter, sehr unbefriedigender Schluß herbeigeführt wurde. […] Dieses Urtheil hat das Publikum Wiens längst ausgesprochen, und gegen ein solches Urtheil anzukämpfen, hieße wahrlich der öffentlichen Meinung Hohn sprechen.“
Der Österreichische Volksbote vom 20. November (Nr. 281) fand, Nestroy habe sich bei der Stoffwahl vergriffen; der Wiener Zuschauer vom 21. November (Nr. 267, S. 2136) nannte das Stück „ein dürres Gerippe mit zusammengelesenen Wortwitzen und Zweideutigkeiten behängt“.

## Spätere Interpretationen
Bei Rommel wird das Werk 1908 sehr kritisch beurteilt:
„Die komische Verwendung des Teufelsglaubens, welchen Nestroy aus dem zur Zeit Richelieus spielenden Original in die Gegenwart übernommen hatte, wurde als antiquiert getadelt, während man es 1842 noch sehr pikant gefunden hatte; auch die Einfügung bewährter komischer Chargen, wie des versoffenen Schuster Pfrim, eines matten Abklatsches des unsterblichen Knieriem, eines groben Hausmeisters und seiner empfindsamen Tochter, half dem unzulänglichen Stück nicht auf.“
Die Autorin Katharina Wurzer schrieb hundert Jahre später anlässlich einer Aufführung des Stückes Höllenangst im Jahre 2013 eine wesentlich positivere Rezension:
„In Anbetracht auf den geschichtlichen Hintergrund der Revolution 1848 hat Nestroy die Schwierigkeiten bei der Erneuerung einer gesellschaftlichen Ordnung aufgezeigt. Die Sicherheit ist dabei nur einer der Preise, der dafür bezahlt werden muss. Die Charaktere in „Höllenangst“ sind heimlich verheiratet, befinden sich auf der Flucht oder fühlen sich fremdbestimmt, ohne zu erkennen, dass sie ihr Schicksal selbst ändern könnten. Realität und Fiktion treffen auf der Fahrt in den Vatikan aufeinander. Illusionen werden nicht immer als solche wahrgenommen und auch den eigenen Ängsten will man sich lieber nicht stellen.“
Jürgen Hein befasste sich besonders mit der Person des Wendelin, sie sei
„einerseits Figur der Komödienwelt, die mit den übrigen Figuren das Schicksal teilt, dass mit ihnen gespielt und dass ihnen mitgespielt wird, andrerseits aber diesen Horizont überschreitet und sich in seiner die Weltordnung mit Skepsis angehenden ‚Schicksals‘-Kritik als Kämpfer für Menschlichkeit, Gerechtigkeit und Freiheit zeigt.“
Wendelins begrenzte Handlungsmöglichkeit zeige die politische Realität der Zeit, in der die revolutionären Ideen durch die Restauration nach 1849 Utopie geblieben wären. Allerdings ließen sich bei dieser Figur die nur notdürftig durch die Komödienhandlung zusammengehaltenen zwei Ebenen des ‚Besessenen‘ und des ‚Realisten‘ deutlich erkennen. Manches deute trotz dieser Unzulänglichkeit darauf hin, dass Nestroy diese Figur noch mehr als manche andere – Titus im Talisman, Peter Span im Unbedeutenden – als Sprachrohr für seinen eigenen Standpunkt benutzt habe.

## Text
- Text, Personenverzeichnis und Inhalt in www.nestroy.at/nestroy-stuecke/66_hoellenangst